# Новая Дуброва (Гомельская область)
Новая Дуброва (бел. Новая Дуброва) — деревня в Октябрьском сельсовете Октябрьского района Гомельской области Белоруссии.
На востоке лесной массив.

## География

### Расположение
В 3 км на север от городского посёлка Октябрьский, 3 км от железнодорожной станции Бумажково ветке Бобруйск — Рабкор от линии Осиповичи — Жлобин), 193 км от Гомеля. На востоке железная дорога.

## Гидрография
На западе мелиоративные каналы.

## Транспортная сеть
Транспортные связи по просёлочной, затем автомобильной дороге Паричи — Октябрьский. Планировка состоит из прямолинейной меридиональной улицы, параллельно которой на востоке проходит короткая улица. Застройка деревянная, неплотная, усадебного типа.

## История
По письменным источникам известна с XVIII века, когда переселенцы из деревни Дуброва основали здесь небольшое поселение и названное Новая Дуброва. В XIX веке в составе поместья Рудобелка, с 1867 года во владении барона А. Е. Врангеля, с 1874 года — генерал-майора А. Ф. Лилиенфельда. Обозначена на карте 1866 года, использовавшейся Западной мелиоративной экспедицией, работавшей в этом районе в 1890-е годы. Согласно переписи 1897 года деревня Новая Дуброва; выселки Новая Дуброва-II (впоследствии присоединены к деревне). В 1908 году в Рудобельской волости Бобруйского уезда Минской губернии.
В 1921 году открыта школа. С 20 ноября 1938 года до 16 июля 1954 года центр Новодубровского сельсовета Глусского, с 28 июня 1939 года Октябрьского районов Полесской, с 20 сентября 1944 года Бобруйской, с 8 января 1954 года Гомельской области. В 1930 году организован колхоз «Сознательность», работали кузница и стальмашня. Начальная школа в 1930-е годы преобразована в семилетнюю. Во время Великой Отечественной войны из жителей деревни и солдат-окруженцев был создан партизанский отряд «За Родину». Немецкие оккупанты в апреле 1942 года сожгли 2 двора, убили 17 жителей. 42 жителя погибли на фронте. В 1969 году в деревню переселились жители соседнего посёлка Калинино. В составе совхоза «Октябрьский» (центр городской посёлок Октябрьский). Работают начальная школа, Дом народного творчества, фельдшерско-акушерский пункт, отделение связи, магазин.

## Население

### Численность
- 2004 год — 92 хозяйства, 213 жителей.

### Динамика
- 1897 год — деревня — 37 дворов, 267 жителей; выселки — 8 дворов, 46 жителей (согласно переписи).
- 1908 год — 66 дворов, 486 жителей.
- 1916 год — 80 дворов, 438 жителей.
- 1925 год — 92 двора.
- 1959 год — 383 жителя (согласно переписи).
- 2004 год — 92 хозяйства, 213 жителей.